# Мотовилово (Дмитровский городской округ)
Мотовилово — деревня в Дмитровском районе Московской области, в составе сельского поселения Синьковское. Население — 0 чел. (2010). До 2006 года Мотовилово входило в состав Кульпинского сельского округа.

## Расположение
Деревня расположена в западной части района, примерно в 20 км к западу от Дмитрова, на водоразделе Яхромы и Лутосни, высота центра над уровнем моря 199 м. Ближайшие населённые пункты — Турбичево на юге, Селиваново на юго-востоке, Подсосенье на востоке и Тютьково на северо-востоке.

## Население
| 2002 | 2006 | 2010 |
| ---- | ---- | ---- |
| 0    | →0   | →0   |